# كسيسه اي (غوهران)
کسیسه اي (بالفارسية: کسیسه‌ای) هي قرية تقع في إيران في هرمزغان. يقدر عدد سكانها بـ 188 نسمة بحسب إحصاء 2016.